# Joan-Baptista Rebull i Lluís
Joan-Baptista Rebull i Lluís (El Molar, 1899 – Vilassar de Mar, 1974) fou un sacerdot i compositor català. Té un carrer dedicat a Vilassar de Mar.

## Biografia
Va néixer a la població de El Molar, comarca del Priorat, el 23 de gener de 1899. Començà la carrera eclesiàstica al seminari de Tortosa i l'acabà al de Barcelona. A Tortosa estudià les polifonies càssica i catalana i a Barcelona estudià composició i harmonia amb Vicenç-Maria de Gibert.
Fou destinat a les esglésies de Corbera del Llobregat, Sant Pere de Terrassa, Sant Francesc del Poble Nou, Sant Andreu del Palomar i finalment Sant Joan de Vilassar des de 1935 on ocupà el càrrec d'organista i mestre de capella fins a la seva mort.
Perseguí la difusió del cant gregorià i fou un seguidor de Bach, dels quals rebé inspiració en les seves composicions. A l'Arxiu de l'Escolania de Montserrat s'hi conserven més de cent trenta obres seves manuscrites, entre les quals destaquen les misses; In honorem Assumptionis B. Mariae Virginis, In nomine Jesu i Canticum Novum. Així com una seixantena de corals a quatre veus mixtes sobre poemes de mossèn Pere Ribot i Sunyer i molta altra música litúrgica i vocal.
Posà música a nadales de mossèn Ramon Muntanyola i a madrigals del seu nebot Nolasc Rebull. També participà en la música dels Goigs dels Sants Muntanyencs editats amb xilografíes d'Antoni Gelabert i Casas, amic personal seu. Amb ell també publicà, durant vint-i-cinc anys, una felicitació pasqual, de refinada bellesa artística, titulada Pascha Nostrum amb corals musicats per ell mateix sobre poemes de mossèn Pere Ribot, felicitació que enviava a les seves amistats i a personalitats d'aquí i d'arreu del món.
Va viure com a sacerdot a Vilassar de Mar durant quaranta anys cosa que el feu molt popular entre la gent, tot exercint l'apostolat sacerdotal amb responsabilitat, es feu amic de tothom i s'integrà al poble com un de més.
A l’Arxiu de l’Escolania de Montserrat hi ha un fons de partitures manuscrites de mossèn Joan Rebull i Lluís, dipositades amb posterioritat a la seva mort per algun familiar.